# Radha Krishna Kumar
Radha Krishna Kumar (Nacido 2 de agosto de 1984) es un director de película indio y guionista que trabaja principalmente en Telugu cine. 
Su película más reciente, con Prabhas, titulada Radhe Shyam y producida por UV Creaciones y T-Series, fue estrenada el 11 de marzo de 2022. 

## Carrera
Kumar empezó su carrera como un director de ayudante como ayudante de dirección con Chandra Sekhar Yeleti para las películas Anukokunda Oka Roju (2005), Okkadunnadu (2007), Prayanam (2009) y Sahasam (2013).
También escribió  los guiones y diálogos para Prayanam y Sahasam, y fue también 1.º director de ayudante.  
Hizo su debut como director con Jil (2014)  producida por UV Creaciones.
Dirigió una película con Prabhas titulada Radhe Shyam, producida por UV Creacions, y estrenada el 11 de marzo de 2022.

## Filmografía
- Todas las  películas son en Telugu, otherwise notó.